# إيراندايو
بلدية إيراندايو (بالإسبانية: Erandio)‏ هي بلدية تقع في مقاطعة بيسكاي, التي تقع في منطقة الباسك شمالي إسبانيا.

## أعلام
- لويس ماريا إتشبيريا
- ألكس أنغولو
- ماركيل إتشيبيريا
- تيلمو زارا

## وصلات خارجية
- (بالإسبانية)